# Youri Latortue
Youri Latortue, est un homme d'État haïtien, président du Sénat du 13 janvier 2017 au 9 janvier 2018.
Ayant une majorité sénatoriale, il est élu président du Sénat en janvier 2017.